# پرچم اتحاد جماهیر شوروی
پرچم اتحاد جماهیر شوروی سوسیالیستی از پرچمی کاملاً سرخ تشکیل شده بود که در بلوک بالایی آن تصویری از داس و چکش، به صورتی‌که یکدیگر را قطع کرده بودند، و ستاره‌ای سرخ با حاشیهٔ طلایی رنگ قرار داشت. داس و چکش نماد کارگران صنعتی و کشاورزان و ستاره سرخ نماد حاکمیت حزب کمونیست بود، سرخ بودن پرچم، الهام گرفته از پرچم سرخ جنبش‌های کارگری، و کمون پاریس، پرچم شوروی را تکمیل می‌کرد.
نخستین پرچم با ستارهٔ سرخ و داس چکش در ۱۲ نوامبر ۱۹۲۳ پذیرفته شد. در ۱۹۵۵ اساسنامه‌ای در ارتباط با پرچم مورد پذیرش قرار گرفت که در نتیجهٔ آن طول دستهٔ چکش و شکل داس تغییر یافت. آخرین تغییر پرچم در ۱۹۸۰ اتفاق افتاد و رنگ سرخ پرچم به سرخ روشنتر تغییر داده شد. این پرچم تا زمان فروپاشی اتحاد جماهیر شوروی به عنوان پرچم ملی استفاده می‌شد.

## طرح و نماد
در فرهنگ روسی رنگ سرخ همواره نمادی نیک بوده‌است. واژهٔ «سرخ» که در روسی کراسنی (به روسی: красный) است از نظر ریشه‌شناسی با واژهٔ روسی «زیبا» مرتبط است و این اعتقاد به نیک بودن رنگ را می‌توان در میدان سرخ مسکو و عید پاک سرخ (از جشن‌های کلیسای ارتدکس روسیه) دید.
رنگ سرخ پرچم شوروی نماد خون ریخته‌شدهٔ کارگران و کشاورزان است و احترامی است به پرچم سرخ کمون پاریس در ۱۸۷۱. ایدئولوژی کمونیسم در این پرچم مشهود است. ستارهٔ سرخ و داس و چکش نماد کمونیسم وسوسیالیسم است. پرچم اتحاد جماهیر شوروی از پرچمی کاملاً سرخ تشکیل شده بود که چکشی طلایی داسی طلایی را قطع کرده بود و هردویشان در زیر ستاره سرخی با حاشیهٔ طلایی قرار داشتند. این نماد بعدتر به بلوک چپ بالای پرچم منتقل شد.
چکش نماد کارگران کارخانجات (پرولتاریا) و داس نماد کارگران بخش کشاورزی (دهقانان) بود که در کنار یکدیگر دولت را تشکیل می‌دادند. ستارهٔ سرخ نماد حکومت حزب کمونیست بود. پشت پرچم به‌طور رسمی فقط سرخ بود و فاقد نماد با این حال در عمل پرچم معمولاً طوری ساخته می‌شد که یک روی آن در روی دیگرش نیز دیده شود و بدین ترتیب نماد آن در روی دیگر پرچم و به‌صورت معکوس دیده می‌شد.
بر پایهٔ اساسنامه‌ای برای تفسیر و طراحی پرچم در ۱۹۵۵ پرچم شوروی دستخوش تغییراتی شد که شامل تغییر در طول دستهٔ چکش و شکل داس بود. بر پایهٔ این اساسنامه:
- ۱- نسبت عرض به طول پرچم باید ۱ به ۲ باشد.

1. داس و چکش در مربعی قرار گیرند که اضلاعش از هر طرف برابر با یک چهارم طول پرچم باشد. نوک تیز داس در مرکز ضلع بالایی مربع و دسته‌های چکش و داس در گوشه‌های پایینی مربع قرار گیرند. طول چکش و دسته‌اش باید سه چهارم قطر مربع باشد.
2. ستارهٔ پنج‌گوش باید محاط بر دایره‌ای به قطر یک‌هشتم از ارتفاع پرچم باشد. این دایره خود بر گوشهٔ فوقانی مربع مماس است.
3. فاصلهٔ بین محور عمودی ستاره، داس و چکش از چوب پرچم باید یک سوم ارتفاع پرچم باشد. فاصلهٔ ضلح بالایی پرچم تا مرکز ستاره باید یک‌هشتم ارتفاع پرچم باشد.

طرح نهایی پرچم در ۱۹۸۰ پذیرفته شد. در اصل همان طرح قبلی نگهداشته شد و تنها رنگ پس‌زمینهٔ پرچم تغییر یافت و روشنتر شد.

## پرچم‌های مشابه دیگر
اتحاد جماهیر شوروی نخستین کشوری بود که حکومتی کمونیستی در آن شکل گرفت و الهام‌بخش تشکیل دولت‌های سوسیالیستی بعدی شد. همچنین طرح پرچم شوروی الهام‌بخش پرچم‌های آنگولا، جمهوری خلق چین، کرهٔ شمالی، ویتنام (ویتنام شمالی) و جمهوری فدرال سوسیالیستی یوگسلاوی گردید.
پرچم‌های جمهوری‌های شوروی که تشکیل اتحاد جماهیر شوروی را داده بودند همگی نسخه‌های تغییریافته‌ای از پرچم اصلی شوروی بود.

پرچم جمهوری خلق چین (پذیرش در ۱۹۴۹)
پرچم ویتنام
پرچم کرهٔ شمالی
پرچم جمهوری فدرال سوسیالیستی یوگسلاوی
پرچم آنگولا
پرچم جمهوری خلق سوسیالیستی آلبانی
پرچم جمهوری خلق کنگو
پرچم جمهوری چین شوروی
پرچم حزب کمونیست چین
پرچم ترانس‌نیستریا